# Batalla de Plassey
La batalla de Plassey es va dur a terme el 23 de juny de 1757, va suposar la victòria decisiva de la Companyia Britànica de les Índies Orientals sobre el Nabab de Bengala i els seus aliats de la Companyia Francesa de les Índies Orientals, establint-la com la Companyia Governant a l'Índia i que es va expandir sobre gran part de l'Àsia meridional durant els posteriors 190 anys. La batalla va tenir lloc a Palashi, Bengala Occidental, a la riba del riu Bhagirathi, a 150 km al nord de Calcuta aproximadament, prop de Murshidabad, aleshores capital del Nabab de Bengala. Els adversaris eren d'una banda Siraj Ud Daulah, l'últim Nabab independent de Bengala, i d'altra banda, la Companyia Britànica de les Índies Orientals.

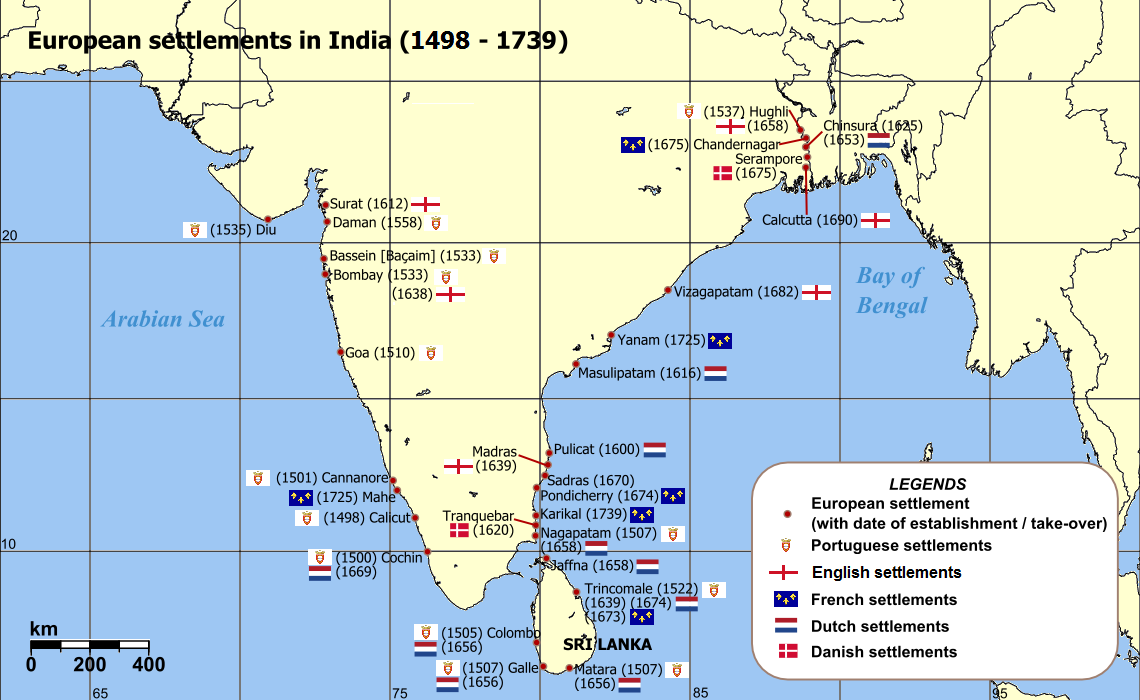
Colònies europees a l'Índia abans de la Guerra dels Set Anys

La batalla es va lliurar durant la Guerra dels Set Anys (1756-1763) i en el marc de la seva rivalitat Europea, la Companyia Francesa de les Índies Orientals va enviar un petit contingent per lluitar contra els britànics. Siraj-ud-Daulah hi tenia una força numèricament superior i va establir la seva base a Plassey. Els britànics, preocupats veient-se superats en nombre, van prometre subornar amb grans quantitats a Mir Jafar, cap de l'exèrcit de Siraj-ud-Daulah que havia estat degradat, juntament amb d'altres com Yar Latif, Jagat Seth, Umichand, Maharaj Krishna Nath i Rai Durlabh. Aleshores, Mir Jafar va reunir les seves tropes a prop del camp de batalla però, realment, no va fer res per unir-se a la batalla, provocant la derrota de l'exèrcit de Siraj-ud-Daulah. Siraj-ud-Daulah va fugir, tot i que -posteriorment- va ser capturat i executat. Com a resultat, tota la província de Bengala va caure en poder dels britànics i Mir Jafar va ser designat nominalment Nabab, tot i que en termes efectius només era un titella de la companyia.
Es considera que aquesta va ser una de les batalles clau que van conduir a la formació de l'Imperi Britànic d'Àsia meridional. L'enorme riquesa adquirida de la tresoreria de Bengala i l'accés a una font massiva de grà i als impostos van permetre a la Companyia reforçar significativament el seu poder militar, i van obrir el camí per al domini colonial britànic, l'explotació econòmica de masses i la dominació cultural gairebé a tota l'Àsia meridional. Els enfrontaments posteriors van reforçar el domini britànic al sud d'Àsia i van preparar el camí al govern colonial britànic a l'Àsia.
El Pôlash (Bengalí পলাশ, un arbre amb una extravagant flor vermella) dona el seu nom a un petit poble a prop del camp de batalla. Una romanització fonèticament correcta del nom Bengalí hauria estat: batalla de Palashi, però l'ortografia anglesa el va convertir en l'actual nom de Plassey.

## La creixent influència francesa
Amb la connivència de l'emprenedor governador general de França Joseph François Dupleix, la influència francesa a la cort del Nabab estava creixent. El comerç francés a Bengala estava augmentant el seu volum. Els francesos també van proporcionar al Nabab alguns soldats per operar peces d'artilleria pesant.

## Ahmad Shah Abdali
Siraj-ud-Daulah va enfrontar-se a conflictes en tres fronts simultàniament. A més de l'amenaça que suposava la Companyia Britànica de les Índies Orientals, es va enfrontar amb l'exèrcit afganès d'Ahmad Shah Durrani que avançava per la seva frontera occidental, i que havia capturat i saquejat Delhi el 1756, així com la possibilitat d'incursions dels Maratha (que havien saquejat Bengala moltes vegades durant el regnat del seu avi, i que havien continuat els seus assalts al nord i l'est de l'Índia, de la qual Bengala en formava part). Per tant, Siraj va enviar la majoria de les seves tropes a l'oest a combatre, sota el comandament del seu amic i aliat Ram Narain, el Diwan de Patna.

## Intrigues de la cort
Enmig de tot això, s'anaven produint intrigues a la cort de Siraj-ud-Daulah a Murshidabad. Siraj no era, precisament, un governant estimat. Jove -va succeir al seu avi a l'abril de 1756 a l'edat de 23 anys- i impetuós, era propens a fer enemics ràpidament. Els més perillosos d'ells eren la seva rica i influent tia, Ghaseti Begum (Meherun-Nisa), qui volia un altre nebot en la successió al tron, Shaw -que havia patit com a resultat del setge de Calcuta-, i Mir Jafar -que va ser degradat del seu càrrec de cap de l'Exèrcit, i finalment, es va posar del costat dels britànics.

## Política de la Companyia
La companyia havia decidit des de feia temps que un canvi de règim seria favorable als seus interessos a Bengala. El 1752, el capità Robert Orme, a una carta a Lord Clive, va assenyalar que la Companyia hauria d'eliminar l'avi de Siraj, Alivardi Khan, per tal de prosperar.
Després de la prematura mort d'Alivardi Khan a l'abril de 1758, el seu successor designat per ell mateix va ser Siraj-ud-Daulah, un net que havia adoptat. Les circumstàncies d'aquesta transició van donar lloc a una considerable controvèrsia, i els anglesos van començar a donar suport a les intrigues de la filla gran d'Alivardi, Ghaseti Begum, en contra del seu net, Siraj.
Les instruccions -que daten del 13 d'octubre de 1756 i provinents del Fort St.George- ordenaven a Robert Clive, realitzar una aliança amb qualsevol autoritat de la província de Bengala que estigués descontenta amb la violència del govern del Nabab o que tingués pretensions de governar-lo. Per aquesta raó, Clive va substituir William Watts com a cap de la fàbrica Kasimbazar de la companyia, que era expert en bengalí i persa, per tal de negociar amb els dos candidats potencials, Latif Yar Khan, un dels generals de Siraj, i Mir Jafar, besoncle de Siraj i el cap deposat de l'exèrcit.
El 23 d'abril de 1757, el Comite Electe de la Junta de Directors de la Companyia Britànica de les Índies Orientals, va aprovar un Cop d'estat com a política per Bengala.
Mir Jafar, que negociava a través d'un mercader armeni, Khojah Petrus Nicolás, va ser l'elecció final de la Companyia i el 5 juny de 1757 es va signar un acord escrit entre la Companyia, representada per Lord Clive, i Mir Jafar. Així Mir Jafar s'assegurava que seria nomenat Nabab de Bengala, una vegada que fos deposat Siraj-ud-Daulah.

## Ordre de la batalla
L'exèrcit de la Companyia Britànica de les Índies Orientals comandat per Lord Clive, format per 950 europeus i 2.100 sipais indis i un reduït nombre de canons, es trobava àmpliament superat en nombre. D'altra banda, l'exèrcit del Nabab estava format per uns 50.000 homes i algunes peces d'artilleria pesant, manipulades per uns 40 soldats francesos enviats per la Companyia Francesa de les Índies Orientals. Malgrat l'enorme superioritat numèrica, 16.000 dels 50.000 soldats es trobaven sota el comandament directe de Mir Jafar. Després de les promeses de les autoritats de la Companyia, Mir Jafar va triar no lluitar; per aquesta raó, la moral de l'exèrcit del Nabab es va enfonsar. Juntament amb les de Mir Jafar, les tropes comandades per Yar Latif i Rai Durlabh no van prendre part en la batalla degut a un pacte secret fet amb els britànics. Finalment, només 15.000 soldats van prendre part de forma efectiva a la batalla, les quals encara eren significativament superiors en nombre a les forces comandades per Lord Clive.
Principals oficials britànics
- Major Killpatrick
- Major Grant
- Major Eyre Coote
- Capità Gaupp
- Capità Richard Knox

Principals oficials del Nabab
- Mir Jafar Ali Khan – dirigint 16.000 soldats de cavalleria
- Yar Latif
- Mir Madan
- Jagat Seth
- Rai Durlabh
- Monsieur Sinfray – Oficial francès d'artilleria

Regiments de la Companyia Britànica de les Índies Orientals
- 1r de Fusellers Europeus de Bombay, també conegut amb el nom de 103è Regiment d'Infanteria
- Fusellers Reials de Madras, també conegut com amb el nom de 102è Regiment d'Infanteria
- Fusellers Reials de Bengala, també amb el nom de 101è Regiment d'Infanteria
- 1r d'Infanteria Nativa de Bengala, també amb el nom de Lal Paltan (la traducció a l'Hindi de secció vermella)

Tropes de la Reina (exèrcit regular britànic en préstec a la Companyia)
- 39è Regiment d'Infanteria, 1r Batalló
- 9a Bateria, 12è Regiment, Artilleria Reial[3] En rigor, l'artilleria en acció va ser 1a Companyia d'Artilleria de Bengala. La bateria va ser reanomenada després de la batalla.[4]
- 50 mariners del vaixell HMS Tyger enviats per assistir l'artilleria.

## Batalla

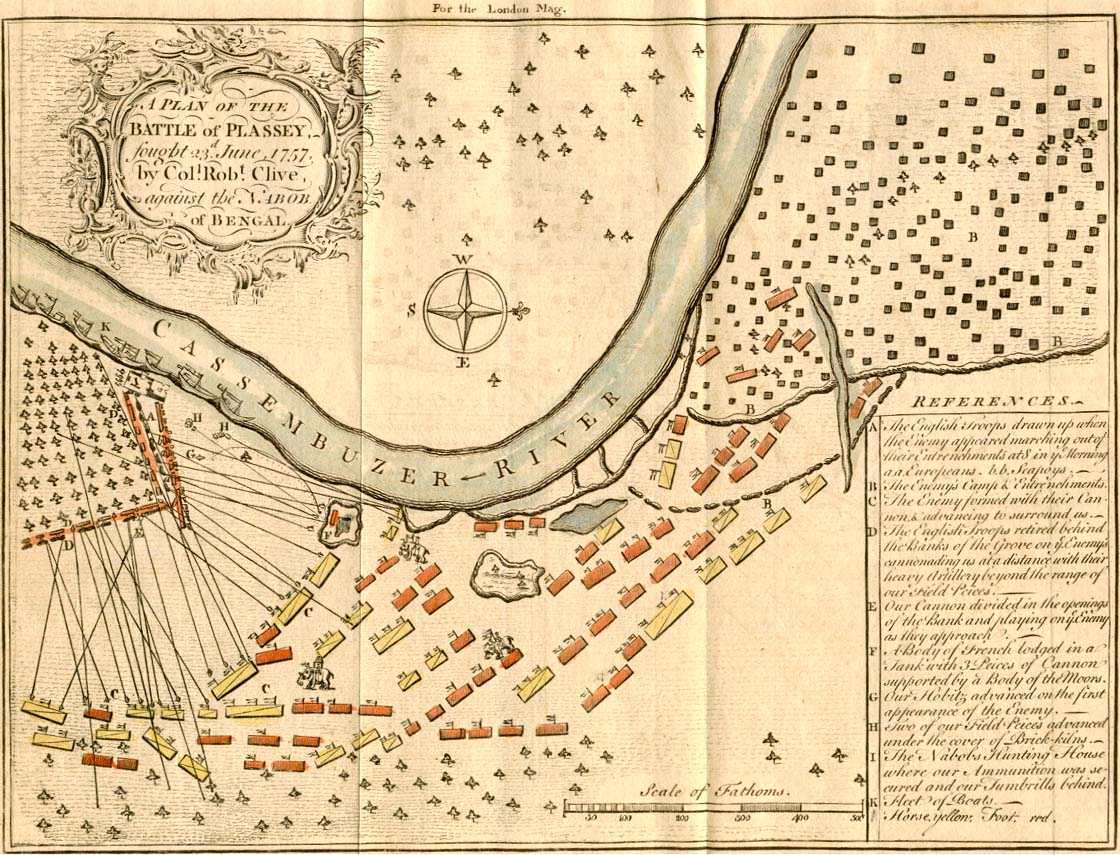
Representació del camp de batalla, amb les explicacions dels moviments de tropes.

La batalla va començar durant un matí de molta calor i humitat. Eren les 7 del matí del 23 de juny de 1757, quan l'exèrcit del Nabab va sortir del seu campament fortificat i va llançar una canonada massiva contra el campament britànic. L'historiador del segle XVIII, Ghulam Hussain Salim, descriu el que es va produir a continuació amb les següents paraules:
| « | Mir Jafar Muhammad Khan, amb la seva indiferència, es va mantenir a distància en el costat esquerre de l'exèrcit principal, i encara que Siraj-ud-Daulah el va cridar al seu costat, Mir Jafar no es va moure de la seva posició. En el fragor dels combats, i en la calor de la matança, mentre que la victòria i de triomf eren visibles del costat de l'exèrcit de Siraj-ud-Daulah, de sobte Madan Mir, comandant de l'Artilleria, va caure en ser colpejat per una bala de canó. A la vista d'això, la formació de l'exèrcit de Siraj-ud-Daulah va canviar, i els artillers amb el cadàver de Mir Madan es van traslladar a les tendes de campanya. Ja era migdia, quan els artillers de les tendes van fugir. Fins al moment el Nabab Siraj-ud-Daulah havia estat ocupat lluitant amb sacrifici. Quan el campament dels seguidors de Dāūdpūr va marxar a una altra banda, a poc a poc els soldats també van anar abandonant-lo. Dues hores abans de la posta del sol, la fuga massiva es va produir dins de l'exèrcit de Siraj-ud-Daulah, i el propi Sirāju-d-Daulah veient-se incapaç de resistir més temps, es va fugar. | » |

Al voltant de les 11.00 h, Mir Madan, el cap de l'exèrcit i un dels oficials més lleials del Nabab, va llançar un atac contra el bosc fortificat on es trobava la Companyia d'Índies. No obstant això, va ser mortalment ferit per una bala de canó britànic, i això va causar una gran confusió entre les seves tropes.
Al migdia, un fort aiguat va caure en el camp de batalla. Els britànics van cobrir ràpidament la pólvora, canons i mosquets contra la pluja, però les tropes no entrenades del Nabab, tot i amb l'ajuda francesa, no van poder fer-ho. Per aquesta raó, quan les pluges van cessar, els britànics encara tenien poder de foc, mentre que les armes de foc del Nabab eren inútils. Com a resultat, l'oficial britànic al comandament (Lord Clive), va ordenar cessar el foc dels canons abans de les 2.00 h de la tarda i el Major Kilpatrick va llançar un atac a través dels estanys d'aigua que hi havia entre els dos exèrcits. Amb els seus canons i mosquets completament inútils, i amb la cavalleria Mir Jafar, que era l'aliat dels britànics, negant-se a atacar el campament de Lord Clive, el Nabab es va veure obligat a ordenar retirada. Cap a les 5.00 de la tarda, el seu exèrcit estava en plena retirada i els britànics tenien el control del camp de batalla.
La batalla va costar a la Companyia Britànica de les Índies Orientals només 22 morts i 50 ferits -la majoria d'ells eren sipais nadius-, mentre que l'exèrcit del Nabab va perdre almenys 500 homes entre morts i ferits.

## Conseqüències
La batalla de Plassey és considerada com el punt de partida dels esdeveniments que van establir l'era de la dominació britànica i la conquesta de l'Índia.

### El destí de Mir Jafar
Mir Jafar, per la seva traïció al Nabab Siraj-ud-Daulah i la seva aliança amb els britànics, va ser instal·lat com el nou Nabab, mentre que Siraj-ud-Daulah va ser capturat el 2 de juliol a Murshidabad quan tractava d'escapar cap al nord. Més tard, va ser executat per ordre de Miren, fill de Mir Jafar. Ghaseti Begum i altres dones poderoses van ser traslladades a una presó llunyana a Dhaka, on finalment es van ofegar en un accident de vaixell, que molts consideren que va ser ordenat per Mir Jafar.
Mir Jafar irritat sota la supervisió britànica, va demanar la seva intervenció a la Companyia Holandesa de les Índies Orientals. Els holandesos van enviar set embarcacions i prop de 700 mariners fins a Hoogley, però els britànics encapçalats pel coronel Forde va aconseguir derrotar-los a Hooghly-Chinsurah el 25 de novembre de 1759. A partir d'aquell moment, Mir Jafar va ser deposat com Nabab (1760) i Mir Kasim Ali Khan (gendre de Mir Jafar) va ser nomenat Nabab. Mir Kasim va donar mostres d'independència i va ser derrotat en la Batalla de Buxar (1764), fet que va provocar que la Companyia fes seu el control polític total del Nabab.
Mir Jafar va ser reanomenat Nabab titular i hi va romandre fins a la seva mort el 1765, malgrat que l'autèntic poder era exercit per la Companyia.

### Premis
Segons el seu acord, Lord Clive va obtenir 2,5 milions de lliures per la Companyia i 234.000 lliures per si mateix de la tresoreria del Nabab. A més, Watts va obtenir 114.000 lliures pels seus esforços. El lloguer anual de 30.000 lliures a càrrec de la Companyia per a l'ús de la terra al voltant de Fort William, també va ser traslladat a Lord Clive de per vida. Per situar aquesta xifra en context, un noble britànic mitjà podia viure una vida de luxe amb uns ingressos anuals de 800 lliures.
El 1756, Robert Clive (Lord Clive) va ser nomenat Governador de Bengala en reconeixement dels seus èxits. William Watts va ser nomenat Governador de Fort William el 22 de juny de 1758. Més tard, va renunciar en favor de Lord Clive, que també va ser nomenat posteriorment Baró de Plassey el 1762. Clive va comprar terres als comtats de Limerick i Clare, a Irlanda, donant el nom de Plassey a una part de les seves terres prop de Limerick. Avui en dia es conserva aquest nom i actualment hi té la seu la Universitat de Limerick.

### Diwani i el govern dual a Bengala: Condicions de l'acord
Aquestes van ser les condicions acordades entre el nou Nabab i la Companyia:
1. La confirmació de la Casa de Moneda, i totes les altres subvencions i privilegis del Tractat d'Alinagar amb l'últim Nanab.
2. Una aliança, ofensiva i defensiva, contra qualsevol enemic.
3. Les fàbriques de França i els efectes que havien de ser lliurats, i no permetre'ls mai establir-se a qualsevol de les tres províncies.
4. 100 lacs (1 milió) de rúpies a pagar a la Companyia, en compensació per les seves pèrdues a Calcuta i les despeses de guerra.
5. 50 lacs pels malalts britànics amb la pèrdua de Calcuta.
6. 20 lacs pels malalts hindús, musulmans i negres amb la pèrdua de Calcuta.
7. 7 lacs pels malalts armenis. Aquestes tres últimes donacions serien distribuïdes segons el criteri de l'Almirall i els senyors del Consell.
8. La propietat sencera de totes les terres dins de la rasa Mahratta, que transcorre al voltant de Calcuta, correspondria a la Companyia: també, sis-cents metres, a voltant d'aquesta rasa.
9. La Companyia passaria a controlar el zemindary (divisió administrativa) del país al sud de Calcuta, a la zona que s'estén entre el llac i el riu, arribant fins a Culpee, i cobraria els lloguers habituals que antigament cobrava el zemindary.
10. Sempre que es volgués l'ajuda de les tropes britàniques, el Nabab s'hauria de fer càrrec de les seves despeses extraordinàries.
11. Cap fort no seria aixecat pel govern del Nabab al costat del riu, des de Hooghly-Chinsurah riu avall.

## Aspectes menors
- Un dels membres de la comitiva de Lord Clive a Plassey era un jove voluntari anomenat Warren Hastings. Aquest va ser nomenat representant britànic a la cort del Nabab el 1757. Hastings, més tard, es va convertir en el primer Governador General de l'Índia en nom de la Companyia des del 1.773 al 1.786, any en què va ser destituït per corrupció.
- Els canons francesos capturats a la batalla encara poden ser visitats al Victoria Memorial a Calcuta.[9]
- La reunió infame entre Mir Jafar i Watts va tenir lloc a Jaffarganj, una vila propera a Murshidabad. Avui en dia el palau de Mir Jafar està en ruïnes, però a prop encara hi ha una porta anomenada Nemak Haramer Deori (literalment, porta del traïdor) per on se suposa que Watts va entrar al palau disfressat de dama purdanasheen (paraula urdú per velada) en un palanquí.
- Un dels protagonistes invisible del drama de la cort era un ric comerciant Marwari conegut pel nom familiar de Jagat Sheth. Era un banquer hereditari de l'emperador Mughal i del Nabab de Bengala, i per tant, estava al corrent de les intrigues de la cort. Va negociar un 5% de comissió de Lord Clive per la seva ajuda en les intrigues de la cort per derrotar Siraj. No obstant això, quan Lord Clive es va negar a pagar-li després de la seva victòria, se suposa que es va tornar boig. La família Jagat Sheth van seguir sent els banquers de la companyia fins a la transferència a les casernes britàniques de Calcuta, el 1773.[10]

## Citacions
- Tenia un gran príncep a mercè del meu plaer, una ciutat opulenta que estava a la meva mercè, rics banquers que competien entre si pels meus somriures; vaig caminar a través de les seves cambres cuirassades amb piles d'or i joies a banda i banda, que es van obrir per a mi sol! Senyor President, en aquest moment jo mateix estic sorprès de la meva pròpia moderació – deia el Baró Robert Clive responent a les acusacions de saqueig del tresor de Bengala després de la Batalla de Plassey, al seu judici polític el 1773.[11][12]
- General nascut al cel – Primer Ministre britànic William Pitt 'el vell', Baró de Chatham en referència al Baró Robert Clive.
- És possible parlar d'homes que deuen una gran prosperitat material a les violacions de la pròpia fe, però dubtem que sigui possible parlar d'un estat que hagi prosperat gràcies a una violació de la fe pública. – Thomas Babington Macaulay, 1r Baró Macaulay, posteriorment Secretari de Guerra britànic, que va condemnar les actuacions de Lord Clive.